# 米勒斯堡 (印地安納州漢密爾頓縣)
米勒斯堡（英語：Millersburg）是位於美國印地安納州漢密爾頓縣的一個非建制地區。該地的面積和人口皆未知。